# 한국과학기술단체총연합회
한국과학기술단체총연합회(韓國科學技術團體總聯合會, 약칭 과총, 한국과총, The Korean Federation of Science and Technology  Societies, KOFST)는 과학기술 학술단체, 연구기관과 기업 및 부설연구소들로 구성된 민간 과학기술계 대표 단체이다.

## 설립 개요 및 목적
1966년 9월 24일, 민법 제32조와 공익법인 설립·운영에 관한 법률 제4조에 근거를 두고「과학기술단체의 육성·지원과, 과학기술인의 사회적 참여 및 권익 신장, 그리고 국가발전을 위한 과학기술 정책개발」을 목적으로 설립되었다. 2025년 기준으로, 610여 과학기술 전문 학술단체, 공공 및 민간 연구단체를 비롯해서, 13개 각시도 과총지역연합회협의회(지역연합회), 해외 21개국이 가입한 19개 재외한인과학기술협회 구성된 세계한민족과학기술자공동협의회(한민족과협), 남북민간과학기술교류추진협의회(남북과협), 과학기술나눔공동체 등을 이끌고 있는 500만 한인과학기술인을 대변하는 과학기술단체의 대표기관으로 성장하였다. 과총은 학회 학술활동 지원, 글로벌 과학기술 교류지원, 지역과학기술 진흥 및 기반조성, 과학기술 현안 자문·조사, 정책대안 제시, 해외 한민족과학기술인의 역량결집 등 사업을 통해 우리나라 과학기술 발전과 국제경쟁력을 견인하는 요체로 자리매김 했다.

## 주요기능 및 역할
1966년 5월 발명의 날을 기해 전국과학기술자대회에서 과총의 설립을 결의하였고, 같은 해 9월 24일 창립총회를 개최하였다. 창립 이후 과학기술처 설치 건의를 시작으로 1968년 1월에 월간 과학기술 종합지인 ≪과학과 기술≫을 창간하여 2025년 4월 기준으로 통권 671호를 발간하고 있다. 1968년 2월에는 정부에 ‘과학의 날’ 제정을 건의하여 4월 21일로 정하였다. 
1971년 회관 건립에 착공, 과학기술계의 숙원인 과학기술회관을 건립했으며, 1995년 6월에는 한국과학기술회관 신관(현재 1관)을 준공하였고, 기존의 한국과학기술회관 본관과 별관을 통합 개발하여 2022년 4월 한국과학기술회관 2관을 준공하여 과학기술계의 국내 및 국제 학술행사에 기여하고 있다. 
1974년 8월 국내외 한국과학기술인의 유대 강화와 정보 교환을 목적으로 하는 제1차 국내외 한국과학기술자 종합학술대회 개최이후 2012년 한민족과학기술자 종합학술대회로 계승 발전시켜왔다. 또한 과학기술계 장기 아젠다 및 현안 이슈에 대한 대토론을 통해 발전적 대안을 모색하는 대한민국과학기술연차대회를 매년 개최하였고, 2023년부터는 세계한인과학기술인대회로 개편하여 세계 과학기술계 최신동향 공유 및 인적 교류의 큰마당으로 개최하며, 재외과협과 공동주최하는 재외한인과학기술인학술대회(KC)를 매년 현지에서 개최한다. 이외에도 세계최고연구자초청강연프로그램(ULTRA Program), 한민족청년과학도포럼(Young Generation Forum), 해외 고급 과학기술 두뇌 초빙활용제도(Brain Pool), 우수연구자교류지원(BrainLink) 기술교류회를 도입 운영함으로써 동포 2,3세대에 한민족 공동체 형성의 계기를 마련해줌과 동시에 우수 해외인력을 국내에 유치하여 국내 학술 및 산업계의 요구에 부응하고 있다. 
2003년 국가균형발전을 위한 지역별 과학기술 활동 강화를 목적으로 13개 지역연합회를 창립했다. 2011년에는 정책연구소와 과학기술나눔공동체(SCOST)를 설립하여 과학기술계의 정책건의와 사회공헌에도 힘쓰고 있다. 또한 온라인 과학뉴스 사이트인 한국과총 Webzine을 통해 30만 과학기술인에게 주간 뉴스레터를 발송하고 있으며, 매년 과학기술우수논문상과 대한민국최고과학기술인상 수상자를 선정, 시상 하고 있다.
회원은 학술단체회원, 공공단체회원, 민간단체회원, 개인회원으로 구성된다. 2025년 기준으로 회원 학회 수는 이학 분야 47개, 공학 117개, 농수산학 55개, 보건 123개, 종합 59개로 공공·민간단체까지 총 611개이며, 19개의 재외과협과 13개의 지역연합회가 있다. 조직구성으로는 회장단·이사회·평의회·총회 등 의결기구와 회장 자문기구인 명예회장과 고문제도가 있다. 사무국은 사무총장 하에 2본부 2실 8부 1센터, 1팀, 1단의 본부 행정조직과 함께, 상술한 3개 협의회로 구성된다. 전문 연구와 정책 개발을 위해 과학기술정책위원회, 학술진흥위원회, 국제협력위원회, 미래세대위원회, 과학기술편집위원회,  과학기술나눔후원회, 우주위원회 등 10개 전문위원회와 정책연구소를 설치 운영하고 있다.

## 기관 연혁
- 1966년 : 한국과학기술단체총연합회 창립, 과학기술처 설치 건의
- 1968년 : 과학의 날 제정 건의, 월간 [과학과 기술] 창간
- 1974년 : 제1차 국내외 한국과학기술자학술대회 개최
- 1976년 : 한국과학기술회관 본관(현 2관) 준공
- 1986년 : 원로과학기술봉사단 창립, 과총 창립 20주년
- 1990년 : 남북민간과학기술교류추진협의회 창립, 제1차 세계한민족과학기술자종합 학술대회 개최
- 1994년 : Brain Pool 사업 시행
- 1995년 : 한국과학기술회관 1관 준공
- 1997년 : 세계적 영문학술지 육성사업시행
- 2000년 : 제1회 재외한인과학기술학술대회 개최('00:UKC, '08:EKC/AKC, '11:CKC, '15:CISKC)
- 2002년 : YG Forum, KCIST 개최
- 2003년 : 지역연합회 창립, 대한민국최고과학기술인상 사업 시행
- 2006년 : 과총 창립 40주년, 제1회 대한민국과학기술연차대회 개최, 민족과학기술학술대회 공동 개최(평양)
- 2007년 : 과학기술인 윤리 강령 선포
- 2016년 : 과총 창립 50주년, 세계과학기술인대회 개최
- 2022년 : 한국과학기술회관 2관(본관과 별관 통합개발) 준공, 우수연구자교류지원(BrainLink) 기술교류회 추진
- 2023년 : 제1회 세계한인과학기술인대회 개최

## 소재지
- 서울특별시 강남구 역삼동 테헤란로 7길 22 한국과학기술회관